# 飓风奥斯卡 (2024年)
飓风奥斯卡（英語：Hurricane Oscar），是2024年大西洋飓风季第十五个命名的热带气旋、第十场飓风，也是有气象记录以来最小的一级飓风。其10月10日从非洲西海岸作为东风波稳定西移。因为恶劣的条件，10月19日其才成为热带气旋并获得命名。同一天该气旋迅速加强为一级飓风。该系统以其稳定的巅峰强度缓慢向古巴移动，并于10月20日晚以稍弱的强度登陆。陆地之间的相互作用严重削弱了该系统，其在古巴北部减弱成一个环流中心不明确的热带风暴（准确来说是满足热带风暴的最小标准）。天气条件继续阻碍该系统发展，迫使其于10月22日进入低压槽后消散。
由于该系统快速发展，大安的列斯群岛各国迅速做好了准备。10月19日，特克斯和凯科斯群岛、巴哈马群岛东南部和古巴发布了飓风警戒和警告。有六个古巴人死于该风暴，严重的全国性停电加剧了该系统所带来的影响。其于10月22日进入后热带气旋阶段。

## 气象历史
10月4日，美国国家飓风中心就注意到有一個东风波可能形成热带气旋，并预测该系統六天后会离开非洲西海岸。当天即對該系統編列為热带扰动94L，其拥有无序对流和带有雷暴的低压区。该扰动继续向西移动，在穿过佛得角群岛时发展出了烈风带和细长环流。国家飓风中心评估其生成率高达50%，但由于环境条件不利，于10月12日下调了生成率。在接下来的几天里，该扰动继续向西穿过大西洋，这时该系统因空气干燥而偶尔产生雷暴，并于10月16日发展成低压槽。两天后，由于气象条件不利，国家飓风中心评估该系統的气旋生成率仅为10%。当时，该系统正在小安的列斯群岛和波多黎各以北发展。然而，雷暴的组织性在调整期间变得更好，并迅速在伊斯帕尼奥拉岛以北初步合并，并于10月19日重新認定為低壓區。美国国家飓风中心在同日美国东部时间15時将该气旋升格为热带风暴，并命名为热带风暴奥斯卡，此时该系统位于特克斯和凯科斯群岛以东海域。
美国国家飓风中心将其指定为飓风时，奥斯卡有一片小的中心密集雲團區，热塔加速了发展进程，其周围有明显的雨带。风暴受北面高压脊的影响向西移动。美国国家飓风中心在10月19日18時将奥斯卡升级为飓风，这距离其发布该系统成为热带气旋的公告后仅过去了三小时。这一升级基于飓风猎人的观测，他们观测到奥斯卡有一个非常小的、轮廓清晰的风眼，直径仅为3.45英里（5.55 公里）。投落送监测到风眼内的阵风为94英里/小时（152 公里/小时）。据此，国家飓风中心估计其最大风速为85英里/小时（140 公里/小时）。在到达最大强度时，奥斯卡的飓风风力半径仅距离中心5.75英里（9.25公里），烈风半径距离中心35英里（55公里）。此时，奥斯卡是一个非常小的风暴，特征类似于雷暴群的集合体。10月20日清晨，奥斯卡中心经过大特克岛附近，然后登陆伊纳瓜群岛。随着奥斯卡的路径继续向西南偏西移动，其风眼直径扩大到约20英里（32公里）。当地时间10月20日21時50分左右，奥斯卡在古巴东部巴拉科阿市附近第二次登陆。
奥斯卡登陆古巴东部后，迅速减弱为热带风暴。随着其逐渐减缓其移动速度，又因为遭遇山区地形，其环流被扰乱。西大西洋上的一个低压槽迫使奥斯卡转向北方，奥斯卡的环流中心于10月22日清晨重回水面。由于风切变增强和空气干燥，该系统无法重新增强，当天晚些时候奥斯卡在巴哈马群岛附近消散。

### 预测误差和区别
美国国家飓风中心的菲利普·帕潘指出，奥斯卡“……有点偷偷摸摸地在靠近我们”。随着奥斯卡的前身（热带低压）移至大安的列斯群岛以北，模型开始停止预测其走向美国的可能性。 
奥斯卡飓风是有记录以来最小的飓风，其飓风风场宽度为5至6英里（8.0至9.7公里）。因奥斯卡飓风的大小，大多数卫星无法准确测量其实际强度。据加拿大的雷达卫星显示，奥斯卡登陆前的强度约为2级或3级。

## 准备和影响

### 卢卡亚群岛
早在10月19日下午，巴哈马政府向特克斯和凯科斯群岛及巴哈马东南部地区发出了飓风警告。特克斯和凯科斯群岛机场管理局关闭了三个机场：JAGS 麦卡特尼国际机场、南凯科斯机场和索尔特岛机场。巴哈马灾害风险管理局于10月19日启动了其响应。
马修镇遭受了来自奥斯卡风眼区附近的强风袭击。在特克斯和凯科斯群岛首府大特克岛，奥斯卡造成了树毁，掀翻了至少一栋房屋的屋顶。不过，由于当时正值低潮，这场飓风对群岛的影响很小。据报道，伊纳瓜的一个避难所里仅有24人前往躲避。
奥斯卡离开后，巴哈马灾害风险管理局向南部受影响的岛屿运送了食品。

### 古巴
古巴政府于10月19日向关塔那摩省、奥尔金省和拉斯图纳斯省发布了飓风警告。由于全国范围的停电，有关奥斯卡的信息传播受到阻碍。古巴全国有超过15,000人被疏散，其中伊米亚斯省疏散了9,000人，圣安东尼奥德尔苏尔省疏散了6,000人。
当奥斯卡接近古巴时，位于开普迈西的一个气象站观测到的最高阵风时速达到64英里（103公里/小时）。在巴拉科阿，飓风产生的大浪冲破了海堤，导致城市岸线被淹。奥斯卡对关塔那摩东部造成了严重破坏。巴拉科阿、伊米亚斯和迈西发生严重洪灾，1000多所房屋受损。多所房屋的屋顶被掀翻、部分倒塌，多条电线被吹倒。降雨和大风引发山体滑坡，也让停电事故的修复雪上加霜。在考杰里谷，200公顷（2.0平方公里）的西红柿田被毁。约6,500罐咖啡豆以及香蕉、谷物等都各有损失。在卡德纳河引发了洪水。萨利内拉公司拥有的海边盐田因奥斯卡而遭到严重破坏。奥斯卡在古巴共造成7人死亡：其中圣安东尼奥6人，伊米亚斯1人。古巴出现暴雨，关塔那摩省的初步报告称，一些地方的降雨量超过10英寸（25厘米）。马西的一个气象站测得的降雨量为14.4英寸（366毫米），巴拉科阿的降雨量为10.6英寸（268毫米）。

## 引用
1. 1 2  Rice, Doyle. . USA TODAY.   [2024-10-22] （美国英语）.
2. ↑  . National Hurricane Center. 22 October 2024  [2024-10-23]. （原始内容存档于2024-12-14）.
3. ↑  John Cangialosi; Lisa Bucci.  (TXT). National Hurricane Center. October 4, 2024  [October 22, 2024].
4. ↑  Andrew Hagen.  (TXT). National Hurricane Center. October 10, 2024  [October 22, 2024].
5. ↑  Jack Beven.  (TXT). National Hurricane Center. October 10, 2024  [October 22, 2024].
6. ↑  Robbie Berg.  (TXT). National Hurricane Center. October 11, 2024  [October 22, 2024].
7. ↑  Robbie Berg.  (TXT). National Hurricane Center. October 12, 2024  [October 22, 2024].
8. ↑  Jack Beven.  (TXT). National Hurricane Center. October 15, 2024  [October 22, 2024].
9. ↑  Andrew Hagen.  (TXT). National Hurricane Center. October 18, 2024  [October 22, 2024].
10. ↑  Andrew Hagen.  (TXT). National Hurricane Center. October 18, 2024  [October 22, 2024].
11. ↑  Papin, Philippe. . National Hurricane Center. October 19, 2024  [October 19, 2024].
12. ↑  Philippe Papin; John Cangialosi.  (TXT). National Hurricane Center. October 19, 2024  [October 22, 2024].
13. 1 2  Philippe Papin.  (报告). National Hurricane Center. October 19, 2024  [October 22, 2024]. （原始内容存档于2024-12-04）.
14. ↑  Philippe Papin; John Cangialosi.  (报告). National Hurricane Center. October 19, 2024  [October 22, 2024]. （原始内容存档于2024-12-18）.
15. ↑  Philippe Papin.  (报告). National Hurricane Center. October 19, 2024  [October 22, 2024]. （原始内容存档于2024-12-16）.
16. 1 2  Norcross, Bryan. . FOX Weather. 2024-10-20  [2024-10-20] （美国英语）.
17. ↑  Brad Reinhart.  (报告). National Hurricane Center. October 20, 2024  [October 22, 2024]. （原始内容存档于2024-12-17）.
18. ↑  Robbie Berg.  (报告). National Hurricane Center. October 20, 2024  [October 22, 2024]. （原始内容存档于2024-12-17）.
19. ↑  Philippe Papin.  (报告). National Hurricane Center. October 20, 2024  [October 22, 2024]. （原始内容存档于2024-12-03）.
20. ↑  Lisa Bucci; Brad Reinhart; Philippe Papin. . National Hurricane Center. October 20, 2024  [October 22, 2024]. （原始内容存档于2024-11-29）.
21. ↑  Brad Reinhart.  (报告). National Hurricane Center. October 21, 2024  [October 22, 2024]. （原始内容存档于2024-12-13）.
22. ↑  Richard Pasch; Sandy Delgado.  (报告). National Hurricane Center. October 21, 2024  [October 22, 2024]. （原始内容存档于2024-12-23）.
23. ↑  Bard Reinhart.  (报告). National Hurricane Center. October 22, 2024  [October 22, 2024]. （原始内容存档于2024-12-10）.
24. ↑  . Shropshire Star. 2024-10-21  [2024-10-22] （英语）.
25. 1 2 3  Lowry, Michael. . WPLG. 2024-10-21  [2024-10-22] （英语）.
26. 1 2  Henkels, Patrick. . wtsp.com. 2024-10-19  [2024-10-19] （美国英语）.
27. ↑  . Loop News. 2024-10-19  [2024-10-19] （英语）.
28. ↑  . Eye Witness News. 2024-10-19  [2024-10-19] （美国英语）.
29. ↑  Neal, David J.; Malaver, Milena; Cetoute, Devoun. . El Nuevo Herald. Miami Herald. 20 October 2024  [21 October 2024] （西班牙语）.
30. ↑  McDermott, Berthony. . Our News. 2024-10-21  [2024-10-21] （美国英语）.
31. ↑  . Eye Witness News. 2024-10-21  [2024-10-21] （美国英语）.
32. ↑  . CiberCuba. 2024-10-19  [2024-10-19] （英语）.
33. 1 2  . CiberCuba. 22 October 2024  [22 October 2024] （英语）.
34. ↑  Gamez Torres, Nora. . Miami Herald.   [2024-10-22].
35. ↑  . CiberCuba. 20 October 2024  [21 October 2024] （英语）.
36. ↑  . CiberCuba. 20 October 2024  [21 October 2024] （英语）.
37. ↑  . France 24. 2024-10-22  [2024-10-22] （英语）.
38. ↑  . CiberCuba. 2024-10-21  [2024-10-22] （英语）.
39. ↑  Nicoll, Ruaridh. . The Guardian. 2024-10-21  [2024-10-22]. ISSN 0261-3077 （英国英语）.
40. 1 2  . CiberCuba. 2024-10-22  [2024-10-22] （英语）.
41. ↑  Martinez, Dianelbis Delfino; Martinez, Edited by Liubis Balart. . radioguantanamo.icrt.cu. October 21, 2024  [2024-10-23] （美国英语）.
42. ↑  Buschschlüter, Vanessa. . BBC. 2024-10-22  [2024-10-22] （英国英语）.
43. ↑   [The number of deceased in Guantánamo rises to seven following the passage of Hurricane Oscar.]. CiberCuba. October 22, 2024  [October 22, 2024] （西班牙语）.
44. ↑  Papin, Philippe.  (报告). Miami, Florida: National Hurricane Center. October 21, 2024  [October 21, 2024]. （原始内容存档于2024-12-23）.